# JUGEM
JUGEM（ジュゲム）は、日本のブログサービスである。「JUGEMブログ」とも呼ばれる。2004年に開設された。
2021年4月からは、株式会社エムティーアイの子会社である株式会社メディアーノが運営している。

## 概要
株式会社paperboy&co.（現：GMOペパボ）が2004年2月にベータ版をサービス開始、2004年7月6日に正式版をサービス開始した。
2003年から2005年にかけては日本でブログが普及した時期で、この時期に大手企業によるブログサービスが出揃っている。そうしたブログブームの中で開設されたブログサービスのひとつである。
GMOペパボは2021年4月1日付で、エムティーアイの子会社である株式会社メディアーノに「JUGEM」事業を譲渡した。
なお、GMOペパボが運営するレンタルサーバーサービス「ロリポップ!」は、ロリポップ!のユーザー向けに「JUGEM」をブログサービス「ロリポブログ」として提供してきたが、この事業譲渡に伴い、GMOペパボは、同2021年4月7日付で「ロリポブログ」の新規登録を終了している。
プランは無料版のほか、有料版の「JUGEMプラス」がある。有料版は月330円（税込）で、ブログ広告を非表示にすることができる。